# Cornelio Giansenio (senior)
Cornelio Giansenio (in latino Cornelius Iansenius, in olandese Cornelius Jansen; Hulst, 1510 – Gand, 13 aprile 1576) è stato un teologo e vescovo cattolico fiammingo.

## Biografia
Ricevette la prima educazione a Gand dai Fratelli della Vita Comune, e in seguito studiò teologia e lingue orientali a Lovanio. Dopo la licenza in teologia nel 1534, insegnò fino al 1542 Sacra Scrittura ai novizi del monastero premostratense di Tongerlo. 
Dal 1542 al 1562 fu parroco di St. Martin a Courtrai (Kortrijk). Dopo aver conseguito il titolo di dottore in teologia nel 1562, fu immediatamente nominato professore di teologia presso l'Università di Lovanio e nel 1563 fu inviato dall'università come delegato al Concilio di Trento insieme a Michel de Bay (Baio) e Jan Hessels. 
Nel 1568 gli fu affidata la diocesi di Gand, che resse fino al 1576. Jansen fu il primo vescovo di Gand. Come vescovo si dedicò soprattutto ad arginare l'avanzata del protestantesimo e ad attuare i decreti del Concilio di Trento. Per realizzare questo obiettivo, fondò un seminario per sacerdoti a Gand nel 1569, tenne sinodi diocesani nel 1571 e nel 1574 e pubblicò un Rituale per la sua diocesi.
Non deve essere confuso con Cornelis Otto Jansen (Giansenio), vescovo di Ypres e teorico del giansenismo. Per distinguerlo da Giansenio, Jansen viene anche chiamato Cornelius Jansenius senior, Cornelius Jansenius Hulstensis o Cornelis Jansenius Gandensis.

## Genealogia episcopale
La genealogia episcopale è:
- Cardinale Juan Pardo de Tavera
- Cardinale Antoine Perrenot de Granvelle
- Vescovo Frans van de Velde
- Vescovo Cornelius Jansen

## Opere
Tra gli scritti di Jansen sono particolarmente importanti la Concordia evangelica (Lovanio, 1529), alla quale in seguito aggiunse il Commentarius in Concordiam et totam historiam evangelicam (Lovanio, 1572), indubbiamente la sua opera migliore. Pubblicò anche: Commentarius in Proverbia Salomonis (Lovanio, 1567), e Commentarius in Ecclesiasticum (Lovanio, 1569), ripubblicati insieme ad Anversa nel 1589; Commentarius in omnes Psalmos Davidicos (Lovanio, 1569), con un'introduzione ad ogni salmo, un'eccellente parafrasi del testo e spiegazioni dei passaggi difficili; Paraphrases in ea Veteris Testamenti Cantica, quae per ferias singulas totius anni usus ecclesiasticus observat (Lovanio, 1569). Furono pubblicate postume le Annotationes in Librum Sapientiae (Lovanio, 1577).
Jansen fu uno dei più famosi esegeti del XVI secolo e la sua opera principale Commentariorum in suam Concordiam et totam historiam Evangelicam fu rivoluzionaria nella storia dell'esegesi biblica cattolica; Jansen si concentrava soprattutto sul significato letterale anziché sull'interpretazione mistica della Scrittura e sottolineava l'importanza della conoscenza del testo originale e dello studio approfondito delle lingue orientali per una piena comprensione della Vulgata.
- (LA) Cornelio Giansenio, Commentarii in ecclesiasticum, Lovanii, apud Petrum Zangrium Tiletanum, 1569. URL consultato l'8 giugno 2019.
- (LA) Cornelio Giansenio, Commentariorum in suam Concordiam, ac totam historiam Evangelicam, Partes IIII, Antverpiae, sumptibus viduae et haeredum Petri Belleri, 1613. URL consultato l'8 giugno 2019.